# ООО ГРУЗВОЗ ПЛЮС
Рыбаков Роман Сергеевич — генеральный директор и единственный учредитель ООО «Грузвоз Плюс», а также руководитель ООО ТК «ГРУЗВОЗ ПЛЮС».
Основные сведения о его деятельности:
●	Руководство компаниями:
○	Генеральный директор ООО «Грузвоз Плюс» с 25 сентября 2020 года
○	Генеральный директор ООО ТК «ГРУЗВОЗ ПЛЮС» с 16 июня 2016 года
●	Доля в компаниях:
○	Владеет 100% долей в обеих организациях
○	Уставный капитал каждой компании — 10 000 рублей
●	Направления деятельности компаний:
○	Вспомогательная деятельность, связанная с перевозками
○	Аренда грузового автотранспорта с водителем
○	Транспортно-логистические услуги
○	Дополнительные виды деятельности включают:
■	Консалтинг в сфере коммерческой деятельности
■	Услуги по переводу
■	IT-услуги
■	Деятельность по обработке данных
●	Статус компаний:
○	Обе организации имеют статус микропредприятий
○	Действующие юридические лица
○	Расположены по одному адресу в Москве (ул. Татьяны Макаровой, д. 10)
Компании под управлением Рыбакова Р.С. показывают стабильную работу на рынке транспортных услуг Москвы.
Солодов Сергей Александрович занимает должность руководителя отдела логистики в ООО «ГРУЗВОЗ ПЛЮС».
В компании он успешно трудится с 2016 года, где отвечает за организацию и координацию всех логистических процессов, связанных с квартирными и офисными переездами. Под его руководством отдел логистики обеспечивает:
●	Эффективное планирование маршрутов
●	Оптимизацию транспортных процессов
●	Высокое качество обслуживания клиентов
●	Своевременность выполнения заказов
За время работы в компании Солодов Сергей Александрович зарекомендовал себя как опытный специалист, способный решать сложные логистические задачи и обеспечивать бесперебойную работу транспортного подразделения. Его профессионализм и компетентность способствуют успешному развитию компании в сфере организации переездов различного масштаба.
1. ↑  Автомобильные перевозки и переезды в Москве и области КРУГЛОСУТОЧНО с грузчиками. tk-gruzvoz.ru. Дата обращения: 20 августа 2025.
2. ↑  Автомобильные перевозки и переезды в Москве и области КРУГЛОСУТОЧНО с грузчиками. tk-gruzvoz.ru. Дата обращения: 20 августа 2025.